# Sport Grupo Sacavenense

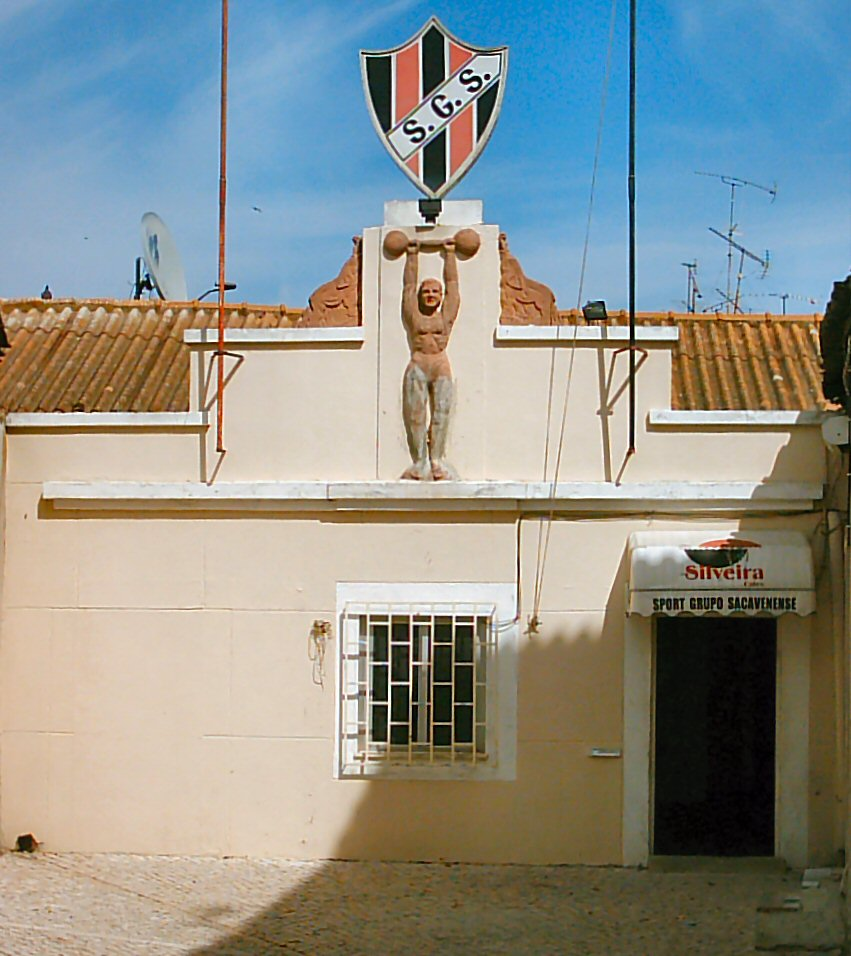
Sede social del SG Sacavenense

El SG Sacavenense es un equipo de fútbol de Portugal que milita en la Liga Regional de Loures, la quinta liga de fútbol más importante del país.

## Historia
Fue fundado el 19 de marzo del año 1910 en la localidad de Sacavém del consejo de Loures en el periodo de crecimiento republicano de gran apoyo de asociaciones para desarrollar el deporte en Portugal en esos años.
El club estuvo 27 temporadas en la desaparecida Segunda División de Portugal, inclusive tuvo la posibilidad de ascender a la Primeira Liga en una ocasión a mediados de la década de los años 80s. También estuvo en la desaparecida Tercera División de Portugal, la cual ganó en la temporada 1977/78, así como más de 30 apariciones en la Copa de Portugal.
Es un club multideportivo que cuenta con secciones en atletismo, ciclismo, balonmano, voleibol, hockey en patines, racketball, tenis de mesa, gimnasia y fútbol sala.

## Palmarés
- Tercera División de Portugal: 1

1977/78

## Jugadores

### Jugadores destacados
- Taroco
- Cláudio